# Live in Köttsjön
Live in Köttsjön är ett livealbum av Kalle Moraeus och Bengan Janson, utgivet 2001 av Sonet/Universal.

## Låtlista
Alla låtar är arrangerade av Kalle Moraeus och Bengan Janson.
1. "Klinga mina klockor" (Benny Andersson) – 2:13
2. "Novelty Accordion" (Erik Frank) – 3:00
3. "Orsa vals" (Trad. efter Blecko Anders Olsson) – 3:01
4. "Utterns polska" (Bengan Janson, Kalle Moraeus) – 3:55
5. "Beritwaltz" (Richard Galliano) – 3:40
6. "Slumpens makt i Luleå" (Allan Edwall) – 3:58
7. "Sirba" (Trad. moldavisk folksång) – 3:49
8. "Hemma" (Benny Andersson, Björn Ulvaeus) – 3:06
9. "Slängpolska efter Byss-Calle" (Trad. efter Byss-Calle) – 2:48
10. "Irländskt medley" (Trad.) – 2:06
11. "Annas visa" (Leif Göras) – 4:05
12. "Fiddler in Rio" (Svend Asmussen) – 4:43
13. "Air" (Johann Sebastian Bach) – 3:36
14. "Vals i lekstugan" (Ebbe Jularbo) – 1:56
15. "O Sole Mio" (Eduardo di Capua) – 3:33
16. "Koppången" (Per-Erik Moraeus) – 3:18
17. Medley: – 7:36
  1. "Myrstacken" (Jon Erik Öst)
  2. "Tico Tico" (Zequinha de Abreu)
  3. "Fiolen min" (Erik Öst)
  4. "Födelsedagsvals till Mona" (Benny Andersson)

Total tid: 57:03

## Medverkande
- Kalle Moraeus — fiol, sång
- Bengan Janson — dragspel, sång